# Klarvattentjärnen (Arvidsjaurs socken, Lappland)
Klarvattentjärnen är en sjö i Arvidsjaurs kommun i Lappland och ingår i Piteälvens huvudavrinningsområde. Sjön har en area på 0,101 kvadratkilometer och ligger 213,1 meter över havet.

## Delavrinningsområde
Klarvattentjärnen ingår i det delavrinningsområde (732058-168398) som SMHI kallar för Ovan VDRID = 731903-168733 i Piteälvens vattendra*. Medelhöjden är 319 meter över havet och ytan är 21,18 kvadratkilometer. Räknas de 491 avrinningsområdena uppströms in blir den ackumulerade arean 6 711,22 kvadratkilometer. Avrinningsområdets utflöde Piteälven mynnar i havet. Avrinningsområdet består mestadels av skog (89 procent). Avrinningsområdet har 0,54 kvadratkilometer vattenytor vilket ger det en sjöprocent på 2,6 procent.